# السفارة الأمريكية في الكويت
سفارة الولايات المتحدة الأمريكية في مدينة الكويت هي البعثة الدبلوماسية للولايات المتحدة الأمريكية في الكويت.

## تاريخ
أقيمت العلاقات الدبلوماسية بين الولايات المتحدة والكويت في 22 سبتمبر 1961، بعد استقلال الكويت الكامل عن المملكة المتحدة. افتتحت الولايات المتحدة أول قنصلية لها في الكويت في 27 يونيو 1951، وبدأت العمل علنًا في 15 أكتوبر من نفس العام مع إينوك دنكان كقنصل أمريكي. في 11 و27 ديسمبر 1960، أبرمت اتفاقية ثنائية مع الكويت بشأن تأشيرات جوازات السفر لغير المهاجرين، مما يؤكد الاعتراف بالكويت بأنها دولة ذات سيادة.
في 12 ديسمبر 1983، اقتحمت شاحنة محملة بـ 45 أسطوانة غاز كبيرة مُثبتة بمتفجرات بلاستيكية البوابات الأمامية للسفارة الأمريكية في مدينة الكويت، واصطدمت بالملحق الإداري للسفارة المكون من ثلاثة طوابق، مما أدى إلى تدمير نصف المبنى. أدى الانفجار إلى تحطيم النوافذ والأبواب في منازل ومتاجر بعيدة. في البداية، أعلن متحدث باسم وزارة الخارجية الأمريكية أن الأضرار التي لحقت بالسفارة كانت جسيمة، وأن من بين القتلى والجرحى موظفين غير أمريكيين في السفارة. ووفقًا لوزارة الخارجية الأمريكية، أدى الهجوم على السفارة الأمريكية في مدينة الكويت إلى "مراجعة شاملة للأمن الخارجي، وإنشاء الوزارة لمكتب الأمن الدبلوماسي في 4 نوفمبر 1985".
في 2 أغسطس 1990، غزا العراق الكويت. في البداية، لم يكن من المقرر إجلاء الدبلوماسيين الأمريكيين لتحدي غزو العراق للبلاد علنًا. ثم تغير القرار لاحقًا بعد أن أطلق العراق سراح ما يقرب من 750 مواطنًا أمريكيًا محتجزًا في العراق والكويت، مما سمح للسفير الأمريكي دبليو ناثانيل هويل وموظفي السفارة بمغادرة الكويت في 13 ديسمبر 1990، بعد 110 أيام قضوها في السفارة بدون كهرباء وبمؤن شحيحة. طردت الولايات المتحدة، إلى جانب تحالف متعدد الجنسيات، القوات العراقية من الكويت في عام 1991. وأعيد فتح السفارة في 1 مارس 1991، بعد تحرير الكويت. ومنذ ذلك الحين، أصبحت الكويت بمثابة منصة مهمة للعمليات الأمريكية وعمليات التحالف، وخاصة خلال حرب العراق التي بدأت في عام 2003، ولعبت دورًا حاسمًا أثناء انسحاب القوات والمعدات القتالية الأمريكية من العراق في عام 2011.